# Tour d'Ille-et-Vilaine
Le Tour d'Ille-et-Vilaine est une course cycliste française disputée dans le département d'Ille-et-Vilaine, en Bretagne. Elle est organisée entre 1967 et 1999.
En 1977, la course est remplacée par les Deux Jours d'Ille-et-Vilaine.

## Palmarès
| Année     | Vainqueur        | Deuxième               | Troisième            |               |
| --------- | ---------------- | ---------------------- | -------------------- | ------------- |
| 1967      | René Grenier     | Morin                  | Gérard Moal          |               |
| 1968-1973 | pas de course    | pas de course          | pas de course        | pas de course |
| 1974      | André Chalmel    | Bernard                | Eugène Plet          |               |
| 1975      | Daniel Leveau    | Jean-Michel Avril      | André Simon          |               |
| 1976      | Daniel Leveau    | Michel Riou            | Jean-Claude Largeau  |               |
| 1977      | John Mangan (en) | Claude Buchon          | Marc Gomez           |               |
| 1978      | Marc Madiot      | Marc Gomez             | Jean-Claude Largeau  |               |
| 1979      | Marc Gomez       | Michel Pitard          | Patrick Dardant      |               |
| 1980      | Hugues Grondin   | Claude Rouvrais        | Alain Rocaboy        |               |
| 1981      | Marc Gomez       | Dominique Le Bon       | Jean-Jacques Mercier |               |
| 1982      | Dominique Gaigne | Jean-Luc Moreul        | Dominique Le Bon     |               |
| 1983      | Didier Blot      | Jean Guérin            | Patrick André        |               |
| 1984      | Bernard Richard  | Bruno Chemin           | Roland Le Clerc      |               |
| 1985      | Éric Heulot      | Jean-Luc Doineau       | Jean Guérin          |               |
| 1986      | Éric Fouix       | Philippe Dalibard      | Gary Newbold         |               |
| 1987      | Daniel Neff      | Delorme                | Gilles Guégan        |               |
| 1988      | Laurent Brochard | Jérôme Blanchet        | Serge Oger           |               |
| 1989      | Bertrand Sourget | Jean-Louis Conan       | Camille Coualan      |               |
| 1990      | Stéphane Heulot  | Camille Coualan        | Stéphane Galbois     |               |
| 1991      | Bertrand Sourget | Serguei Zaroubine      | François Chauvin     |               |
| 1992      | Rémy Quinton     | François Urien         | Serguei Zaroubine    |               |
| 1993      | Sylvain Briand   | Arnaud Leroy           | Tim Hadfield         |               |
| 1994      | Pascal Basset    | Franck Trotel          | Franck Laurance      |               |
| 1995      | Éric Bourout     | Camille Coualan        | Didier David         |               |
| 1996      | François Urien   | Pierre-Henri Menthéour | Andy Hurford         |               |
| 1997      | Camille Coualan  | Frédéric Delalande     | Michel Lallouët      |               |
| 1998      | Stéphane Conan   | Vincent Templier       | Sylvain Le Taconnoux |               |